# 何小竹
何小竹（1963年—），诗人，小说家。生于重庆市彭水县。曾参与二十世纪八十年代“第三代”先锋诗歌运动，为“非非主义”代表诗人之一。出版诗集《梦见苹果和鱼的安》、《回头的羊》、《6个动词，或苹果》三种；出版和发表长篇小说《爱情歌谣》、《潘金莲回忆录》两部；出版小说集《女巫制造者》。现居成都。